# 颱風喬伊 (1980年)
颱風喬伊（英語：Typhoon Joe，菲律賓大氣地球物理和天文服務管理局：Nitang）是1980年太平洋颱風季中其中一個熱帶氣旋，風暴於7月15日形成，在7月24日消散，維持了約九日。喬伊是該年7月下旬三個接連影響的菲律賓及華南地區熱帶氣旋之一，最初源自7月14日在加羅林群島附近形成的擾動天氣區域，隨著陣雨活動逐漸變佳，它在兩日後升為熱帶低氣壓，再兩日後增強為熱帶風暴。最初喬伊向西北移動，但其後沿著其北邊的副熱帶高壓脊，開始轉向西北偏西。期間喬伊開始加快增強，在7月19日達到颱風等級，而且風眼開始變得清晰起來，並在翌日達到巔峰強度。此後不久，喬伊移到菲律賓沿岸，受到陸地影響迅速減弱，但進入南海廣闊水域時又再增強。喬伊在7月22日越過中國大陸廣東省雷州半島，成為26年來襲擊當地最強的熱帶氣旋，且在略微減弱之後，仍以颱風強度登陸越南，兩日後在越南內陸消散。
喬伊對上述地區造成破壞，同時導致皇家香港天文台懸掛該年唯一八號烈風或暴風信號，亦曾是歷年來風暴中心距離香港最遠（350公里）的八號信號，直到2014年颱風海鷗以距離370公里打破舊記錄為止（最遠紀錄及後再被2021年熱帶風暴代替）。在菲律賓有31人喪生，另有30萬人直接受到影響，約5,000間房屋被摧毀，造成2.9萬人無家可歸，經濟損失估計為1450萬美元。而中國大陸粵西地區及海南行政区一帶遭逢猛烈風暴潮，造成188至414人喪生、12萬間房屋倒塌、47萬多間房屋受損，直接經濟損失約5.4億元人民幣（以當時物價計算折合），在香港同時有2人罹難、59人受傷。至於在越南有130人受害，30萬人受到直接影響，16.5萬人失去家園，2萬公頃稻田被洪水淹沒，另有1.58萬間房屋被毀，1.63萬間房屋被淹。

## 氣象歷史
颱風喬伊是該年7月下旬三個接連影響的菲律賓及華南地區熱帶氣旋之一。7月14日，加羅林群島附近上空出現一個擾動天氣區域，此區域在向西移的同時，對流活動和覆蓋面都逐漸增加。7月22日18時，日本氣象廳開始追蹤此系統，不足四小時後，美國聯合颱風警報中心對其發佈熱帶氣旋形成警報。7月16日，一架颶風獵人飛機從這系統發現其薄弱的表面環流，當時最低海平面氣壓為1006百帕，最初它的低層和中層環流不是垂直堆疊的，而且低層中心從深層對流中暴露出來。到7月17日0時，其表面中心和深層對流逐漸靠近，反映低氣壓組織逐漸變佳，這令美方把它升為熱帶低氣壓09W。然而據颱風季後分析顯示，該熱帶低氣壓實際上比最初的回報還早約24小時發展。同時，菲律賓大氣地球物理和天文服務管理局基於它進入菲律賓責任區，亦開始對其進行監測並給予其菲律賓名稱「Nitang」。
最初此熱帶低氣壓因應附近的一個短波槽向西北移動，且途經關島之西南偏西300公里處。它其後開始以更快的速度發展，7月18日早些時候，美方將其升格為熱帶風暴，命名為喬伊，日方在六個小時後同樣宣佈升格喬伊為熱帶風暴，此時其位於關島以西約555公里。喬伊在往後時間到生命期完結為止，沿著其北邊的副熱帶高壓脊，開始轉向西北偏西，並且發展出一個中心密集雲團區，日方於是進一步升為強烈熱帶風暴。7月19日，它發展出一個風眼並展現在氣象衛星雲圖內，引致美、日雙方皆將它升為颱風，颶風獵人在同日晚些時候證實了上述強度估計，該飛機測得的中心氣壓為974百帕。其風眼在翌日變得清晰起來，颶風獵人在同日測得的中心氣壓已降為940百帕，美方在當日中午估計喬伊已達到巔峰強度，風速為一分鐘風力195公里每小時，相等於美國薩菲爾-辛普森颶風風力等級第三級颶風風力，同時日方估計其最高強度為十分鐘風力160公里每小時。
達到巔峰強度六小時後，喬伊在呂宋島中部登陸，登陸時日方表示其風速為145公里每小時，美方亦表示它受到陸地影響迅速減弱，並減弱至熱帶風暴強度。它在7月21日離開呂宋進入南海，美方原預計它將轉向西北方向威脅華南地區，但因其以北堅固的副熱帶高壓脊，所以沒有發生這種情況，而且受惠溫暖海水而開始重新增強，美方數據顯示，它出海後幾乎立即恢復颱風強度。大約在這段時間，日方估計喬伊達到其第二巔峰強度為135公里每小時，而美方在翌日0時，據德沃夏克分析法數值T5.0，估計喬伊達到170公里每小時的第二峰值。之後它保持其強度，在7月22日越過中國大陸廣東省雷州半島，且在進入北部灣及到達越南海岸時再次減弱。該日晚些時候，它登陸越南海防市，美、日雙方都認為登陸時風速為130公里每小時。受到陸地及垂直風切變共同影響，其結構迅速崩潰，美方在7月23日0時向其發佈了最後警告，風暴的殘餘後來移到寮國，至於日方也在7月24日停止追蹤。

## 影響

### 菲律賓及越南
在喬伊首次登陸之前，菲律賓大部分地區都發布風暴警告。全國救災統籌中心預料，部分地區財產損失嚴重，河流兩岸氾濫，居民需要疏散。在整個菲律賓，有31名人被風暴所害，其中包括八名漁夫。那裡有30萬人直接受到影響，約有5,000間房屋被摧毀，造成2.9萬戶無家可歸，經濟損失共計1450萬美元。可是不到一周後，同一地區受到了颱風甘茵的襲擊，使災情雪上加霜。在甘茵離去後，菲律賓當局針對兩場接連風災，立即決定加速展開50萬人救濟行動，期望減少人命及財產損失。
越南方面，有130人在風暴死亡，30萬直接受到影響，還有16.5萬人失去家園。另有1.58萬間房屋被毀，1.63萬間房屋被淹，許多船隻沉沒。這場風暴淹沒約20,235公頃稻田，樹木遭連根拔起，有房屋屋頂被吹走。風暴還給河南、河北、海興和和平等省帶來更多洪澇災害，這些地區先前曾遭洪水淹沒。

### 香港
- 當地評定巔峰強度分級：（HKO）[註 2]
- 當地評定最大持續風速：185每小時（51每秒；100節）（十分鐘）
- 當地懸掛之最高熱帶氣旋警告信號： 八號東北烈風或暴風信號 /  八號東南烈風或暴風信號
- 最接近當地時間：1980年7月22日上午10時
- 最接近當地位置：天文台總部之西南偏南約350公里

皇家香港天文台在7月21日正午12時懸掛一號戒備信號，隨著喬伊挾帶廣闊環流快速接近香港，境內風力開始增強，天文台在同日下午4時15分改掛三號強風信號。晚間境內轉吹東北風，開始受烈風影響，天文台於翌日上午4時錄得最低瞬時海平面氣壓1001.2百帕，並在40分鐘後改掛八號東北烈風或暴風信號。之後境內逐漸轉吹東南風，離岸及高地受烈風影響，喬伊在10時最接近香港，天文台在上午10時45分改掛八號東南烈風或暴風信號。晚間喬伊在雷州半島登陸，天文台在下午6時5分改掛三號強風信號，再在翌日上午1時30分除下所有信號。
期間喬伊最接近香港西南偏南約350公里，曾是歷年來風暴中心距離香港最遠的八號信號，與2011年颱風納沙並列，直到2014年颱風海鷗以距離370公里打破舊記錄為止（最遠紀錄及後再被2021年熱帶風暴獅子山代替）。因颱風逼近，大部分港內航線、往返澳門及中國大陸的渡輪在7月22日起暫停，陸上交通包括地鐵、九廣鐵路及巴士僅提供有限度服務，124間防風庇護站也開放，其中地鐵執行自通車以來首次颱風特別班次安排。葵涌葵德街一處地盤有鋼架被強風吹至倒塌，一名管工隨棚架墜斃，並壓死一名途人，另外風暴在香港共造成59人受傷，多數是因墜下之物件所致，當中有七人留醫。南丫島索罟灣對開海面有一艘風帆隨波飄流，目擊者報告風帆上有一人昏迷，但水警到場搜索後無發現，於是列為懷疑失蹤案處理。另外有三艘船隻在風暴期間發生鬆錨意外，後來船隻皆自行駛回或被拖到安全地點，沒有損毀報告。新界方面農田及漁塘僅受輕微損失。

### 中國大陸
- 當地評定巔峰強度分級：（CMA）[註 3]
- 當地評定最大持續風速：45每秒（87節；160每小時）（二分鐘）
- 當地評定中心最低氣壓：940百帕斯卡（27.76英寸汞柱）

中國大陸廣東省當局透露，該年「第七號颱風」（指喬伊）已於7月22日晚上8時於徐聞縣南部登陸，風力達12級，陣風12級以上，湛江地區及海南島北部遭受正面吹襲，整個雷州半島及海南島均降下暴雨至大暴雨，甘蔗、黃麻、胡椒等農產品受到嚴重破壞。廣東省氣象台在較早前形容颱風「風力強、範圍強」，且沿著廣東省海岸移動，若它向偏北方向一些，廣東中、西部任何地方都隨時受正面襲擊，所以廣東人民廣播電台已經加強颱風消息發佈，並安排在新聞之後增加風暴消息，同時又協助發放廣東省三防指揮部緊急通告，通知居民要做好防風措施，包括趕快收割或保護農產品及檢查房屋或基建等。
喬伊成為26年來襲擊雷州半島最強的熱帶氣旋。珠江口各站有1至1.5米的增水，雷州半島東海岸及海南行政区海口市沿海各站有2至5.9米增水，廣西壯族自治區防城港市及北海市石頭埠亦分別增水1.84和1.55米。海口市受暴潮影響，街道水深逾一米。此次粵西沿海的風暴潮是中國近百年間最嚴重的一次，其中海康縣附城鎮南渡站測得最大增水值高達5.94米，居全國潮位資料紀錄之首，甚至居全球紀錄名列第三位。據不完整統計，全國造成至少414人罹難（皇家香港天文台的相關文獻則指188人罹難）、647人受傷、12萬間房屋倒塌、47萬多間房屋受損，另有百人無家可歸，直接經濟損失約5.4億人民幣（以當時物價計算折合）。
全廣東省農業受災面積達20.9萬公頃，有296人罹難和137人失蹤，無家可歸者2855戶凡1萬1949人，房屋倒塌11萬1050間，其中校舍倒塌3349間，15萬名中小學生因此被迫停課。漁船覆沉共1313艘，其中湛江港兩艘大型船隻，包括一艘約1.8萬公噸定期輪船和一艘4.5萬公噸的油輪，被狂風和暴潮捲往堤緣，有些十餘噸重的水泥船、運輸船及漁船則被沖進市區街道。湛江市區因海潮猛漲，潮位峰值一度高達6.5米，至少九成的海堤遭沖毀，沿海商業區一片汪洋，街道水深升至一到兩米以上，無數樹木被吹倒，交通、通訊和電力亦告中斷，而中國人民解放軍南部戰區海軍迅速趕抵被淹沒地區，救起至少156名快遭淹沒的市民。此外，雷州其他地區如徐聞、海康、遂溪、廉江等地區同樣受災，而佛山市及肇慶地區受大雨影響，農產品也遭到損失；廣東省人民政府方面已經召集各部門負責人商議救災對策，時任海南行政區區委書記羅天親赴沿海海堤、碼頭組織群眾搶險保堤，而時任副省長黃靜波亦帶領工作組到湛江及海南島，協助居民搶收或扶正農作物，且組織隊伍幫助修復基礎設施及重建房屋，當地到8月上旬基本恢復生產。

## 註腳
1. ↑  包括日本氣象廳在內的全世界大部分區域專責氣象中心採用十分鐘持續風速衡量熱帶氣旋強度，但美國的聯合颱風警報中心採用一分鐘持續風速，兩個數值的換算比約為1比1.14。[7]
2. ↑  香港天文台於2009年起新增強颱風及超強颱風兩個等級，其中後者定義為中心最大持續風速為185公里每小時或以上，在新等級制度下，其巔峰強度分級會是超強颱風。[17]
3. ↑  中國國家氣象中心於2006年起新增強颱風及超強颱風兩個等級，其中前者定義為中心最大持續風速為150至184公里每小時，在新等級制度下，其巔峰強度分級會是強颱風。

## 外部連結
- 1980年熱帶氣旋年刊（页面存档备份，存于），皇家香港天文台
- 1980年熱帶氣旋最佳路徑（页面存档备份，存于），中國氣象局